# 丹麦国防情报局
丹麦国防情报局（丹麥語：Forsvarets Efterretningstjeneste, FE），是丹麦的军事和對外情报机构，隸屬國防部。總部位於哥本哈根的卡斯特雷特。
业务工作上，与丹麦安全情报局（丹麥警察的情報部門）及情報團（皇家陸軍）的資訊情報部門配合。

## 历史
1967年10月1日，丹麦国防参谋部下辖的情报部(丹麥語：Forsvarsstabens Efterretningsafdeling)独立出来，改称国防情报局，由国防部直辖。 
国防参谋部下辖的情报部起源于1911年创建的总参谋部情报局(丹麥語：Generalstabens Efterretningssektion)与1920年代创建的海军参谋部情报局(丹麥語：Marinestabens Efterretningssektion)，经历了第一次世界大战与第二次世界大战。丹麦加入北约后重建丹麦军事力量，1950年10月1日这两个情报局合并为新创建的国防参谋部下属的情报部。
冷战时期，军事情报机关与警方的情报局配合，打入并记录了丹麦左翼、共产党、和平主义者（包括反战国际、丹麦反对核武器运动、良心拒服兵役者联盟等）。部分秘密监视档案由丹麦军事检察院编撰公开为《Report on the occasion of the examination by the Judge Advocates of certain matters related to Defence Intelligence Service and Conscientious Objectors' Union etc. in the period 1970-1978 (1999)》一书。
2020年8月，丹麦国防情报局局长拉斯·芬森与另外两名雇员被停职，原因是情报部门被发现违反了法律并误导了情报监督机构。从2014年到2020年，该机构一直在监视丹麦公民。丹麦国防情报局一名内部举报人在2015年提交的一系列严格保密的报告后展开了调查。该机构被指控不去调查武装部队中的间谍活动，而是去获取并对外提供有关丹麦公民的信息。该机构还被指控隐瞒罪行，没有通知情报机构监管机构。
丹麦国防部长特里恩·布拉姆森说，将对这些指控进行调查。她说，调查将“最大程度地进行”，“对我来说，必须着重强调，在调查的过程中绝不能停止对丹麦构成威胁的战斗。”丹麦新闻网站OLFI的卡斯珀·韦斯特（Kaspar Wester）对英国广播公司（BBC）说：“监督机构暗示，拉斯·芬森（Lars Findsen）在隐瞒信息甚至故意向监督机构提供虚假信息方面发挥了作用。丹麦国防情报局局长是自愿参与者，规避对自己的情报部门进行法律监督的机构，必须引起国防部长的关注。” 韦斯特说，这项调查的目的是发现丑闻是如何发生的，持续了多长时间。
2021年5月30日，丹麦国家广播电视台（RA）报道称，丹麦国防情报局帮助美国国家安全局（NSA）利用两家情报机构合作框架，从2013年开始秘密监视德国总理默克尔等德、法、挪威、瑞典等欧洲多国政要以及丹麦政府的关键性的几位部长。监控名单包括时任德国外长的施泰因迈尔、德国财政部长施泰因布吕克，以及参与竞选德国总理的政治人物皮尔·斯坦因布克。《德国之声》报道，丹麦国防情报局协助美国国家安全局监控过丹麦财政部部长、丹麦外交部部长，以及位于丹麦奥尔胡斯的为F-35战斗机制造零部件的私人公司Terma A/S。

## 历任局长
- 1950 - 1963 H.M. Lunding（丹麥語：H.M. Lunding）上校
- 1967 - 1973 Erik Fournais上校
- 1973 - 1979 Marinus Sund上校
- 1979 - 1986 M. Telling海军上校
- 1986 - 1992 Aage Højbjerg少将
- 1992 - 2003 Jørgen O. Hjorth少将
- 2003 - 2008 Jørn Olesen海军少将
- 2008 - 2010 Finn Hansen（丹麥語：Finn Hansen）海军少将
- 2010 - 2015 Thomas Ahrenkiel（丹麥語：Thomas Ahrenkiel）经济学准博士
- 2015 - 2020.08 拉斯·芬森法学博士[9]